# Karkheh
Le Karkheh ou Karkhen (en persan : Karḫeh, کرخه ; en arabe : al-Karḫa, الكرخة, connu jadis sous le nom de Choaspes,,,, Hydaspe,, ; appelé aussi Eulæus; en hébreu : אולי Ulai) est une rivière de la province du Khuzestan en Iran (ancienne Susiane).

## Géographie
Le Karkheh naît dans les monts du Zagros iranien, passe à l'ouest de Shush (anciennement Suse), et finit par se jeter dans le Chatt-el-Arab en territoire irakien, à Al Qurnah, localité située à quelques kilomètres en aval de la confluence du Tigre avec l'Euphrate, non loin de la frontière irako-iranienne. Ses eaux particulièrement douces étaient destinées à l'usage des rois de Perse,.

## Affluent
- Le Qizil-Uzun en rive gauche, venu de la région de Khorramabad.

## Les débits à la station de Hamidiyeh
Le débit du Karkheh a été observé pendant 20 ans (entre 1948 et 1985) à Hamidiyeh, localité iranienne située au niveau de la sortie de la rivière de la zone montagneuse et de son entrée dans la plaine du Tigre.
À Hamidiyeh, le débit inter-annuel moyen ou module observé sur cette période était de 166 m3/s pour une surface étudiéé de 51 900 km2.
La lame d'eau écoulée dans cette partie du bassin versant, de loin la plus importante du point de vue de l'écoulement, atteint ainsi le chiffre de 101 millimètres par an.

## Barrage du Karkheh
Sur la rivière, on a inauguré en 2003 le barrage du Karkheh et l'usine hydroélectrique (de 400.000 kilowatts de puissance) associée. Le barrage se situe à 20 kilomètres au nord-ouest d'Andimeshk .

## Histoire
En 653 av. J.-C., les armées assyriennes d'Assurbanipal affrontèrent les armées babyloniennes et élamites sur les rives du Karkheh lors de la bataille d'Ulai.